# Удружење жена „Етно кутак” Качарево
Удружење жена „Етно кутак” једно је од удружења у Панчеву, налази се у Качареву.

## Историјат
Удружење жена „Етно кутак” Качарево је основано 4. новембра 2015. са циљем очувања културе, традиције и обичаја Качареваца, као и промоције туристичких потенцијала Качарева. Баве се хуманитарним радом и разменом искустава са другим удружењима. Организатори су сајма рукотворина, традиционалних јела и колача „Етно дан” са циљем настављања традиције и културе народа кроз излагање старих предмета, заната и гастрономских производа. Године 2022. су, у оквиру сајма, организовали и такмичење израде домаћих резанаца. Јуна 2023. се на сајму представило шеснаест удружења из Панчева, Долова, Омољице, Овче, Црепаје, Ковачице, Опова и других места. Током лета на Качаревачком језеру традиционално организују радионице веза и хеклања и такмичење у кувању јела у котлицу. Председница удружења је Зора Чубрић која је 2023. године проглашена за једну од сто најуспешнијих пословних жена из руралних средина и неградских подручја.